# Winnipeg—Transcona
Pour les articles homonymes, voir Winnipeg (homonymie).
Winnipeg—Transcona fut une circonscription électorale fédérale du Manitoba, représentée de 1988 à 2004.
La circonscription de Winnipeg Transcona a été créée en 1987 avec des parties de Winnipeg-Nord-Centre et de Winnipeg—Birds Hill. En 1996, le nom de la circonscription s'écrivit Winnipeg—Transcona. Abolie en 2003, elle fut redistribuée parmi Elmwood—Transcona et Kildonan—St. Paul.

## Géographie
En 1988, la circonscription de Winnipeg Transcona comprenait:
- Une partie de la cité de Winnipeg

## Députés
1. 1988-2004 — Bill Blaikie, NPD

- NPD = Nouveau Parti démocratique